# Patiscus maesoi
Patiscus maesoi är en insektsart som först beskrevs av Bolívar, I. 1889.  Patiscus maesoi ingår i släktet Patiscus och familjen syrsor. Inga underarter finns listade i Catalogue of Life.